# تپه کاعد عباسی
تپه کاعد عباسی مربوط به دوران پیش از تاریخ ایران باستان است و در شهرستان ازنا، بخش مرکزی، دهستان سیلاخور شرقی، ۸۰۰ متری جنوب غربی روستای دربند واقع شده و این اثر در تاریخ ۲۸ اسفند ۱۳۸۵ با شمارهٔ ثبت ۱۸۳۲۰ به‌عنوان یکی از آثار ملی ایران به ثبت رسیده است.